# Мадан (село, Болгария)
Мадан (болг. Мадан) — село в Болгарии. Находится в Монтанской области, входит в общину Бойчиновци. Население составляет 781 человек.

## Политическая ситуация
В местном кметстве Мадан, в состав которого входит Мадан, должность кмета (старосты) исполняет Румен Йорданов Синёвски (Болгарская социал-демократия (БСД)) по результатам выборов правления кметства.
Кмет (мэр) общины Бойчиновци — Славей Иванов Костодинов (Граждане за европейское развитие Болгарии (ГЕРБ)) по результатам выборов в правление общины.